# Barthélemy Adoukonou
Barthélemy Adoukonou (* 24. srpna 1942 Abomey) je beninský římskokatolický kněz, biskup a emeritní sekretář Papežské rady pro kulturu.

## Život
Narodil se 24. srpna 1942 v Abomey.
Dne 16. prosince 1966 jej kardinál Krikor Bédros XV. Agagianian vysvětil na kněze a byl inkardinován do diecéze Abomey. V letech 1967–1968 byl profesorem Menšího semináře sv. Jany z Arku v Ouidahu. Poté působil jako profesor a kaplan v Kolegiu P. Aufiais v Cotonou a vikář farnosti sv. Františka z Assisi v Bohiconu. V letech 1971 až 1977 studoval náboženskou sociologii na Univerzitě v Paříži V a na Univerzitě v Řezně získal doktorát z teologie. Na univerzitě v Sorbonně se zabýval statní správou a humanitními vědami. Mezi roky 1977 až 1974 působil jako rektor Menšího semináře sv. Pavla v Djimé, profesor univerzity v Abidžanu, profesor metodologie, humanitních věd a sociologie na univerzitě Abomey-Calavi a ve Větším semináři sv. Havla v Ouidahu. V letech 1988 až 1999 byl rektorem Přípravného beninského semináře v Missérété.
Dále působil jako generální sekretář Conférence Episcopale Régionale de l'Afrique de l'Ouest Francophone (C.E.R.A.O.) a Association of the Episcopal Conferences of Anglophone West Africa (A.E.C.A.W.A.), poradce Papežské rady pro jednotu křesťanů. Byl členem Mezinárodní teologické komise.
Dne 3. prosince 2009 jej papež Benedikt XVI. jmenoval sekretářem Papežské rady pro kulturu. Dne 10. září 2011 jej papež ustanovil titulárním biskupem ze Zama minor. Biskupské svěcení přijal 8. října 2011 z rukou kardinála Tarcisia Bertoneho a spolusvětiteli byli kardinál Gianfranco Ravasi a arcibiskup Giuseppe Bertello. Dne 24. srpna 2017 přijal papež František jeho rezignaci na post sekretáře.
Hovoří francouzsky, italsky a německy.